# Cheneya
Cheneya é um gênero de mariposa pertencente à família Bombycidae.

## Espécies
- Cheneya irrufata Dognin, 1911
- Cheneya morissa Schaus, 1929
- Cheneya rovena Schaus, 1929